# Jiří Überall
Jiří Überall (* 19. Januar 1963 in der Tschechoslowakei) ist ein ehemaliger tschechischer Eishockeyspieler, der unter anderem für TJ Vítkovice in der tschechoslowakischen 1. Liga aktiv war.

## Karriere
Jiří Überall absolvierte in der Saison 1984/85 insgesamt zehn Spiele für TJ Vítkovice in der 1. Liga. Dabei erzielte der Stürmer ein Tor. Die übrige Spielzeit verbrachte er leihweise beim TJ Přerov in der 1. Česká národní hokejová liga (1. ČNHL). Anschließend spielte er ein Jahr lang in derselben Liga für TJ Slezan STS Opava, bevor er im Jahr 1986 zu TJ Baník ČSA Karviná wechselte. Mit der Mannschaft stieg er 1987 aus der 1. ČNHL ab, im Jahr 1989 gelang der Wiederaufstieg. Nach dem Fall des Eisernen Vorhangs kam er in der Saison 1990/91 zum ECD Sauerland in die 2. Bundesliga, für den er in 17 Spielen fünf Tore erzielte und zehn Vorlagen beisteuerte. Anschließend beendete er seine Karriere.

## Erfolge und Auszeichnungen
- 1989 Aufstieg in die 1. ČNHL mit  TJ Baník ČSA Karviná

## Familie
Überall ist der Schwiegersohn von Jan Soukup, der mit TJ Vítkovice zweimal als Spieler und einmal als Trainer Tschechoslowakischer Meister wurde. Außerdem ist er der Schwiegervater des Eishockeyspielers Rostislav Olesz, der 365 Partien in der National Hockey League (NHL) absolviert und mit der tschechischen Nationalmannschaft bei den Olympischen Winterspielen 2006 die Bronzemedaille gewonnen hat.